# Belejovce
Belejovce es un municipio del distrito de Svidník en la región de Prešov, Eslovaquia, con una población estimada a final del año 2024 de 28 habitantes.
Se encuentra ubicado en el centro-norte de la región, cerca del río Ondava (cuenca hidrográfica del río Tisza) y de la frontera con  Polonia.

## Demografía
| Año        | 1994 | 2004     | 2014  | 2024     |
| ---------- | ---- | -------- | ----- | -------- |
| Población  | 17   | 20       | 22    | 28       |
| Diferencia |      | +17,64 % | +10 % | +27,27 % |

| Año        | 2023 | 2024    |
| ---------- | ---- | ------- |
| Población  | 28   | 28      |
| Diferencia |      | −1,42 % |